# Sibirisk stör
Sibirisk stör (Acipenser baerii) är en fiskart som beskrevs av Brandt, 1869. Arten ingår i släktet Acipenser, och familjen störar. IUCN kategoriserar den som starkt hotad.

## Utseende
Den sibiriska stören är en långsmal fisk med en hajliknade stjärtfena, en ryggfena placerad långt bak på kroppen och en spetsig, något uppåtriktad nos. Den saknar fjäll, utan kroppen är täckt med stora benplåtar i fem rader. Underläppen är kluven. Färgen varierar kraftigt: Rygg och sidor kan vara allt från ljusgrå till mörkbrun, och buken gulaktig till rent vit. Kring munöppningen har den fyra skäggtömmar. Arten kan bli 200 cm lång, och som mest väga 210 kg.

## Utbredning
Den sibiriska störens ursprungsområde är floder i Sibirien som Ob, Taz, Yenisei, Pjasina, Chatanga, Anabar, Olenjok, Lena, Jana, Indigirka, Alazeja och Kolyma; vanligast är den i Ob, Yenisei och Lena. Den finns dessutom i Bajkalsjön och har också funnits i Kina, i den nordvästra delen av Xinjiang-provinsen, men den utrotades därifrån i vilt tillstånd på 1950-talet och finns endast kvar i fiskfarmer. Till följd av ryska utplanteringar i Finska viken har arten påträffats ett 70-tal gånger utanför Finland på 1960- och 1970-talen, främst i Finska viken men också kring Åland och i Bottenhavet. Den har även uppträtt vid den svenska ostkusten ett smärre antal gånger. Arten förekommer också i fiskfarmer i ett flertal länder, framför allt Frankrike och Uruguay, men även Italien, Tyskland, Polen, Spanien, Belgien, Ungern, Ryssland, USA,  Kina och Sverige.

### Underarter
Arten delas in i följande underarter:
- A. b. baerii - förekommer framför allt i Ob
- A. b. baicalensis - förekommer i Bajkalsjön

Vissa auktoriteter behandlar populationen i Jenisej- och Kolymafloderna som underarten A. baerii stenorrhynchus.

## Ekologi
Arten är en bottenfisk som framför allt håller till i stora floder och sjöar, men den kan även förekomma i brackvatten och milt saltvatten

### Fortplantning
Honorna blir könsmogna mellan 11 och 22 år, och hanarna mellan 9 och 19. Leken sker under sommaren, framför allt i juni till juli; honorna leker vart 3:e till 5:e år, och hanarna vart 2:a till 3:e. Leken sker i floder med kraftigt strömmande vatten och grus- eller blandad sand- och grusbotten.

## Hot och status
Arten har klassificerats som starkt hotad av IUCN och beståndet minskar. Främsta orsakerna är överfiske (inklusive tjuvfiske) och flodregleringar. Kommersiellt fiske av arten är förbjudet i Ryssland.